# Formel 1-stall
Stall kallas inom formel 1, liksom inom de flesta bilsporter, de deltagande lagen. 

## Stall
Ofta är stallen knutna till en tillverkare av reguljära bilar och bär då samma namn som bilmärket, exempelvis Ferrari och Mercedes. Flera stall är däremot konstruktörer som endast sysslar med bilsport, såsom Williams. Vissa stall ägs av företag vars normala inriktning är någon helt annan, till exempel energidrycksföretaget Red Bull som äger både Red Bull Racing och Alpha Tauri. Tidigare kunde i princip vem som helst som hade intresse och pengar etablera ett stall och tävla i formel 1, men då hade man förkvalificeringar för att begränsa antalet bilar vid kvalificeringarna till loppen.

## Konstruktör
Ett stall representerar en konstruktör och dessa begrepp är numera synonymer, till exempel  Ferrari, Red Bull och  Williams.
I konstruktörsmästerskapet är det dock alltid en namngiven kombination av en biltillverkare och en motortillverkare som ges mästerskapspoäng, till exempel Ferrari, Red Bull-Renault och Williams-Toyota. 
Tidigare kunde ett stall under en säsong använda sig av en eller flera konstruktörer och en konstruktör tillhandahålla bilar till flera stall. Exempel är Williams som säsongen 1972 tävlade med bilar från March och säsongen 1976 representerades March, förutom av det egna stallet, även av Theodore Racing.

## Stallfärger
Sedan 1970-talets början har regeln varit att varje stall skall måla sina egna bilar i ett visst mönster, så att man kan skilja bilar från de olika stallen åt. Hur mönstret ser ut brukar bestämmas i samarbete med stallets sponsorer. Tidigare målades bilarna i färger som angav hemlandet, se internationella bilsportfärger.

## Nuvarande stall (2022)
| Deltagare                             | Konstruktör           | Chassi | Motorenhet | Nr. | Förare            |
| ------------------------------------- | --------------------- | ------ | ---------- | --- | ----------------- |
| Alfa Romeo F1 Team Orlen              | Alfa Romeo-Ferrari    | C42    | Ferrari    | 24  | Zhou Guanyu       |
| Alfa Romeo F1 Team Orlen              | Alfa Romeo-Ferrari    | C42    | Ferrari    | 77  | Valtteri Bottas   |
| Scuderia Alpha Tauri                  | Alpha Tauri-Red Bull  | AT03   | Red Bull   | 10  | Pierre Gasly      |
| Scuderia Alpha Tauri                  | Alpha Tauri-Red Bull  | AT03   | Red Bull   | 22  | Yuki Tsunoda      |
| BWT Alpine F1 Team                    | Alpine-Renault        | A522   | Renault    | 14  | Fernando Alonso   |
| BWT Alpine F1 Team                    | Alpine-Renault        | A522   | Renault    | 31  | Esteban Ocon      |
| Aston Martin Aramco Cognizant F1 Team | Aston Martin-Mercedes | AMR22  | Mercedes   | 5   | Sebastian Vettel  |
| Aston Martin Aramco Cognizant F1 Team | Aston Martin-Mercedes | AMR22  | Mercedes   | 18  | Lance Stroll      |
| Aston Martin Aramco Cognizant F1 Team | Aston Martin-Mercedes | AMR22  | Mercedes   | 27  | Nico Hülkenberg   |
| Scuderia Ferrari                      | Ferrari               | F1-75  | Ferrari    | 16  | Charles Leclerc   |
| Scuderia Ferrari                      | Ferrari               | F1-75  | Ferrari    | 55  | Carlos Sainz, Jr. |
| Haas F1 Team                          | Haas-Ferrari          | VF-22  | Ferrari    | 20  | Kevin Magnussen   |
| Haas F1 Team                          | Haas-Ferrari          | VF-22  | Ferrari    | 47  | Mick Schumacher   |
| McLaren F1 Team                       | McLaren-Mercedes      | MCL36  | Mercedes   | 3   | Daniel Ricciardo  |
| McLaren F1 Team                       | McLaren-Mercedes      | MCL36  | Mercedes   | 4   | Lando Norris      |
| Mercedes-AMG Petronas F1 Team         | Mercedes              | F1 W13 | Mercedes   | 44  | Lewis Hamilton    |
| Mercedes-AMG Petronas F1 Team         | Mercedes              | F1 W13 | Mercedes   | 63  | George Russell    |
| Oracle Red Bull Racing                | Red Bull Racing       | RB18   | Red Bull   | 1   | Max Verstappen    |
| Oracle Red Bull Racing                | Red Bull Racing       | RB18   | Red Bull   | 11  | Sergio Pérez      |
| Williams Racing                       | Williams-Mercedes     | FW44   | Mercedes   | 6   | Nicholas Latifi   |
| Williams Racing                       | Williams-Mercedes     | FW44   | Mercedes   | 23  | Alexander Albon   |